# Sebastian Arcos Bergnes
Sebastian Arcos Bergnes (1931 – 22 tháng 12 năm 1997) là nhà hoạt động nhân quyền người Cuba. Là một nhà bất đồng chính kiến nổi tiếng của Cuba, ông công khai lên tiếng chống đối các chế độ độc tài của Fidel Castro và Fulgencio Batista.

## Vai trò trong Cách mạng Cuba
Gia đình Arcos có lịch sử hoạt động chính trị lâu đời. Anh trai của ông là Gustavo bị thương khi chiến đấu cùng Castro tại Trại Moncada, trận chiến đầu tiên của Cách mạng Cuba. Một người anh khác, Luis, sau đó đã thiệt mạng trong trận chiến. Sebastian, một nha sĩ được đào tạo bài bản, cũng phản đối chế độ độc tài Batista.
Trong những năm sau cuộc cách mạng, Arcos giữ một số chức vụ trong chính quyền Castro. Tuy nhiên, vào những năm 1960, Gustavo bị chế độ mới bắt giữ vì dám chỉ trích Castro, và Arcos đã trả lại thẻ đảng viên Đảng Cộng sản Cuba.

## Ủy ban Nhân quyền Cuba
Năm 1981, Arcos giúp thành lập Ủy ban Nhân quyền Cuba (Comité Cubano Pro Derechos Humanos, CCPDH) trở thành phó chủ tịch của ủy ban này. Anh trai của ông, Gustavo từng làm chủ tịch. Nhóm này là một trong những nhóm bất đồng chính kiến đầu tiên ở Cuba.
Cuối năm đó, Arcos bị bắt, phải ở chung hơn sáu năm với Gustavo trong nhà tù Combinado del Este.

## Vụ bắt giữ năm 1992
Tháng 3 năm 1990, để phản ứng với việc Ủy ban Nhân quyền Liên Hợp Quốc thông qua nghị quyết chỉ trích thành tích nhân quyền của Cuba, chế độ này đã phát động làn sóng "hành động thoái thác" tồi tệ nhất kể từ vụ di tản bằng thuyền từ cảng Mariel năm 1980, bắt đầu từ nhà của Arcos, nơi đã hứng chịu hai lần công kích trong một tuần. Trong lần công kích thứ hai, ngôi nhà của Arcos bị một đám đông giận dữ do chính phủ cầm đầu bao vây liên tục trong gần hai ngày liền. Mùa hè năm 1990, CCPDH một lần nữa làm nên lịch sử khi kêu gọi nhà cầm quyền Cuba tham gia "đối thoại dân sự" với các đối thủ trong và ngoài đảo. Trớ trêu thay, kết quả là các thành viên CCPDH bị nhà cầm quyền Cuba buộc tội là "gián điệp Mỹ" và cộng đồng người lưu vong tố cáo là "gián điệp Castro.
Năm 1992, Arcos lại bị cảnh sát mật bắt giữ. Bị buộc tội "tuyên truyền cho địch" và "kích động nổi loạn", ông bị kết án 4 năm 8 tháng. Ông được chuyển đến nhà tù Ariza ở tỉnh Cienfuegos, cách La Habana hơn 230 km, nơi ông bị giam cùng với những tên tội phạm nguy hiểm và bị từ chối chăm sóc y tế một cách có hệ thống. Năm 1993, chế độ này đề nghị với Arcos một thỏa thuận: ông sẽ được thả ngay lập tức nếu chỉ đồng ý rời khỏi hòn đảo này vĩnh viễn. Arcos từ chối thỏa thuận này.

## Trả tự do và bệnh tật
Sau một chiến dịch quốc tế bao gồm việc chỉ định ông là tù nhân lương tâm của Tổ chức Ân xá Quốc tế và theo yêu cầu của France Libertés, tổ chức do cựu đệ nhất phu nhân Pháp Danielle Mitterrand thành lập, Arcos được trả tự do vào năm 1995. Vài tuần sau khi được thả, Arcos được chẩn đoán có khối u ác tính ở trực tràng, căn bệnh mà trước đó ông bị từ chối cấp thuốc và điều trị trong tù.
Kề từ lúc một bác sĩ người Cuba bị sa thải vì dám điều trị cho Arocs, ông đã tới Miami để được chăm sóc thêm. Năm 1996, ông làm chứng trước Ủy ban Nhân quyền Liên Hợp Quốc tại Genève, Thụy Sĩ, và năm 1997 được trao Giải thưởng Nhân quyền đầu tiên do Quỹ Tây Ban Nha-Cuba (Fundación Hispano-Cubana) trao tặng. Arcos qua đời tại nhà riêng ở Miami vào ngày 22 tháng 12 năm 1997. Sau khi ông qua đời, Tổng thống Mỹ Bill Clinton mô tả ông là "một nhà hoạt động dũng cảm và đấu tranh không mệt mỏi cho nhân quyền, dân chủ và tự do ở Cuba", trong khi nhà hoạt động nhân quyền Cuba Elizardo Sanchez Santa Cruz từng gọi ông là "người không thể thay thế" đối với phong trào bất đồng chính kiến.

## Đời tư
Arcos có hai con, Sebastian và Maria Rosa. Ông cũng có một người anh trai tên là Luis Arcos Bergnes.